# دونیه لیپفو
دونیه لیپفو (به لاتین: Donje Lipovo) یک منطقهٔ مسکونی در مونته‌نگرو است که در شهرداری کولاشین واقع شده‌است. دونیه لیپفو ۱۲۳ نفر جمعیت دارد.